# Charles Poplimont
Charles-Emmanuel-Joseph Poplimont (Dendermonde, 26 april 1821 - Chorlton, 7 februari 1887), "ridder in de Orde van Sint-Mauritius en Sint-Lazarus", was een Belgisch militair, journalist, romanschrijver en genealoog.

## Biografie

### Familie
Charles Poplimont trouwde in 1845 in Brussel met Thérèse Pauline Césarine Kesteloot (°1826) - echtscheiding te Laken in 1872 - en hertrouwde vervolgens.

### Militair
Hij begon als jonge man aan een militaire loopbaan, maar bracht het niet verder dan wachtmeester in het 2e Artillerie Regiment dat in Gent was gekazerneerd. Als autodidact besteedde hij zijn vrije tijd aan de studie van geschiedenis en literatuur.

## Romanschrijver
Poplimont is de auteur van historische romans, waarin hij een gefantaseerd verleden creëerde, met talrijke avonturen. Dat er veel onwaarschijnlijkheden en onnauwkeurigheden in voorkwamen kon hem een zorg wezen.
Hij was ook niet bang van enige literaire mystificatie. Hij vertaalde zogezegd uit het Engels de memoires van een rechter Lynch. In werkelijkheid ging het om een avonturenroman die hij zelf had geschreven.
Ook al hadden ze weinig literaire kwaliteiten, toch hadden zijn romans heel wat succes. Ze bezorgden hem een mooi inkomen dat hem toeliet het leger vaarwel te zeggen.

## Reporter
Hij begon toen aan een loopbaan als journalist voor een krant in Gent.
Hij werd in 1858 oorlogscorrespondent in opdracht van de Belgische krant L'Observateur en maakte reportages over de Frans-Italiaanse oorlog. Hij schreef zijn artikels in briefvorm en ze hadden behoorlijk wat invloed. Ze werden naderhand in boekvorm gepubliceerd onder de titel Campagne d'Italie.

## Genealoog
Verschillende families, die zijn talenten als verteller en zijn kunst om het verleden te herscheppen waardeerden, begonnen op hem beroep te doen om hun familieverleden op schrift te stellen en zo begon hij zich aan genealogie en heraldiek te interesseren. Hij publiceerde toen heel wat werken over Belgische en Franse adellijke families.
Hij had er geen moeite mee om hierin 'Wahrheit und Dichtung' te vermengen, zodat die werken met grote voorzichtigheid en een behoorlijke dosis scepticisme moeten worden gelezen en gebruikt. Zijn gebruikelijke methode was om families te enten op andere meer illustere en bij voorkeur buitenlandse families, die een min of meer gelijkende naam hadden. Hij gaf hierbij zijn verbeeldingskracht de vrije loop.
Hij overleed in Chorlton (Manchester) terwijl hij aldaar opzoekingen deed over de Engels adel.

## Publicaties
Onder zijn romans zijn te vermelden:
- 1844: Le Sequin du Juif (avonturenroman)
- 1844: L'expédition du Milianah
- 1845: La grisette gantoise (2 volumes)
- 1845: Coenraed le Tisserand. Chronique gantoise du XIVe siècle (3 volumes)
- 1860-1861: Le juge Lynch, ou vie et aventures de Jonathan Jefferson Whitlaw, traduit de l'anglais par Charles Poplimont[5] (4 volumes)

Over genealogie schreef hij de volgende verzamelwerken:
- 1863-1867: La Belgique héraldique. Recueil historique, chronologique, généalogique et biographique complet de toutes les maisons nobles reconnues de la Belgique, 11 vol., Brussel, Adriaens.
- 1873-1875: La France héraldique, 8 vol., Saint-Germain, Eugène Heutte.